# آيت هودي الشرقية (آيت أم البخث)
آيت هودي الشرقية هي إحدى مشيخات المملكة المغربية، تتبع جغرافيا لإقليم بني ملال وإداريًا لآيت أم البخث. يقدر عدد سكانها بـ 2664 نسمة حسب الإحصاء الرسمي للسكان والسكنى لسنة 2004.